# 제28회 아카데미상
제28회 아카데미상은 1956년 3월 21일에 열린 시상식이다. LA RKO 팬타지스 극장에서 개최되었으며 사회자는 제리 루이스, 클로데트 콜베르, 조지프 L. 맹키위츠이다.

## 후보 및 수상

### 작품상
- 마티 - 헤롤드 헤츠 수상
- 모정 - 버디 애들러
- 미스터 로버츠 - 리랜드 헤이워드
- 피크닉 - 프레드 콜마
- 장미 문신 - 할 B. 월리스

### 남우주연상
- 마티 - 어네스트 보그나인 수상
- 배드 데이 블랙 록 - 스펜서 트레이시
- 에덴의 동쪽 - 제임스 딘
- 사랑하거나 떠나거나 - 제임스 카그니
- 황금팔을 가진 사나이 - 프랭크 시나트라

### 여우주연상
- 장미 문신 - 안나 마냐니 수상
- 크라이 투마로우 - 수잔 헤이워드
- 중단된 멜로디 - 엘레노 파커
- 모정 - 제니퍼 존스
- 여정 - 캐서린 헵번

### 남우조연상
- 미스터 로버츠 - 잭 레먼 수상
- 마티 - 조 만텔
- 피크닉 - 아서 오코넬
- 이유없는 반항 - 살 미네오
- 심판 - 아서 케네디

### 여우조연상
- 에덴의 동쪽 - 조 반 프릿 수상
- 마티 - 벳시 블레어
- 피트 켈리의 블루스 - 페기 리
- 이유없는 반항 - 나탈리 우드
- 장미 문신 - 마리사 파밴

### 감독상
- 마티 - 델버트 맨 수상
- 배드 데이 블랙 록 - 존 스터지스
- 에덴의 동쪽 - 엘리아 카잔
- 피크닉 - 조슈아 로간
- 여정 - 데이빗 린

### 각본상
- 중단된 멜로디 - 윌리엄 루드윅 수상

### 각색상
- 마티 - 패디 체이예프스키 수상

### 촬영상
- 나는 결백하다 - 로버트 벅스 수상
- 장미 문신 - 제임스 웡 호우 수상

### 편집상
- 피크닉 - 찰스 넬슨 수상

### 미술상
- 피크닉 - 윌리엄 프랜네리 수상
- 장미 문신 - 할 페레이라 수상

### 의상상
- 모정 - 찰스 르 마리 수상
- 크라이 투마로우 - 헬렌 로즈 수상

### 원작상
- 사랑하거나 떠나거나 - 다니엘 퍼치스 수상

### 음악상
- 오클라호마 - Robert Russell Bennett 수상
- 모정 - 알프레드 뉴먼 수상

### 주제가상
- 모정 - Sammy Fain 수상

### 음향믹싱상
- 오클라호마 - Fred Hynes 수상

### 특수효과상
- 원한의 도곡리 다리 - Paramount 수상

### 단편애니메이션상
- Speedy Gonzales - Edward Selzer 수상

### 단편영화상
- Survival City - Edmund Reek 수상
- The Face of Lincoln - Wilbur T. Blume 수상

### 장편다큐멘터리상
- Helen Keller in Her Story - Nancy Hamilton 수상

### 단편다큐멘터리상
- Men Against the Arctic - 월트 디즈니 수상

### 공로상
- Musashi Miyamoto 수상

## 같이 보기
- 제13회 골든 글로브상
- 제9회 영국 아카데미 영화상